# Vinary (Hradec Králové)
Vinary è un comune della Repubblica Ceca facente parte del distretto di Hradec Králové, nella regione omonima.